# Karl Dürr (General)
Karl Dürr (* 26. Februar 1854 in Rastatt; † 6. September 1919 in Baden-Baden) war ein preußischer General der Infanterie und Generaladjutant des badischen Großherzogs Friedrich II.

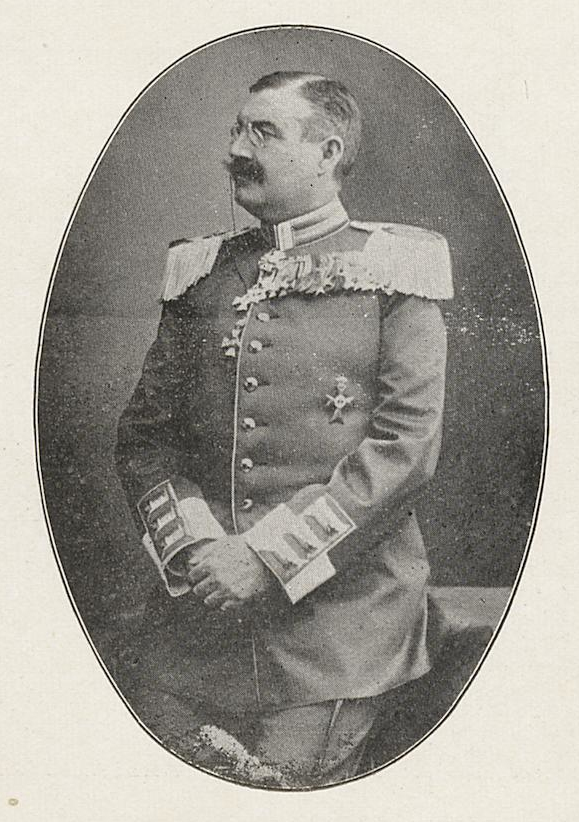
Karl Dürr

## Leben

### Herkunft
Karl war der jüngste Sohn des badischen Generalmajors Ludwig Dürr (1822–1891) und dessen erster Ehefrau Franziska, geborene König († 1862). Sein älterer Bruder Ludwig (1852–1934) wurde deutscher Reichsgerichtsrat.

### Militärkarriere
Dürr wurde nach der Mobilmachung anlässlich des Krieges gegen Frankreich am 30. Juli 1870 aus dem Kadettenkorps kommend als charakterisierter Portepeefähnrich dem 4. Infanterie-Regiment „Prinz Wilhelm“ der Badischen Armee überwiesen. Mit dem Regiment nahm er an der Belagerung von Straßburg sowie dem Gefecht bei Schiltigheim teil und avancierte nach dem Vorfrieden von Versailles Anfang März 1871 zum Sekondeleutnant.
Durch die Militärkonvention zwischen Baden und Preußen wurde Dürr am 15. Juli 1871 mit seinem Regiment in den Verband der Preußischen Armee übernommen. Von Dezember 1874 bis Juni 1877 war er Adjutant des I. Bataillons, rückte anschließend zum Regimentsadjutanten auf und wurde Ende März 1881 Premierleutnant. Unter Stellung à la suite seines Regiments erfolgte Mitte September 1881 seine Kommandierung als Adjutant der 32. Infanterie-Brigade in Trier. Unter Entbindung von diesem Kommando wurde Dürr Anfang Januar 1886 auf ein Jahr als Ordonnanzoffizier beim Erbgroßherzog Friedrich von Baden kommandiert. Mit der Beförderung zum überzähligen Hauptmann und unter Belassung in seinem Kommando wurde er Mitte September 1886 in das 2. Badische Grenadier-Regiment „Kaiser Wilhelm I.“ Nr. 110 und Ende Januar 1891 dann in das 5. Badische Infanterie-Regiment Nr. 113 versetzt. Mit der Ernennung zum Kompaniechef im 1. Nassauischen Infanterie-Regiment Nr. 87 trat Dürr am 18. Oktober 1892 in den Truppendienst zurück. Als überzähliger Major wurde er am 27. Januar 1894 dem Regiment aggregiert und am 14. Juli 1895 als Bataillonskommandeur nach Mainz in das 3. Großherzoglich Hessische Infanterie-Regiment (Leib-Regiment) Nr. 117 versetzt.
Dürr schied am 12. September 1896 aus der Armee aus und wurde als Kommandeur des I. See-Bataillons in der Kaiserlichen Marine angestellt. Anfang August 1898 übernahm er das III. Seebataillon und befand sich von Ende August 1898 bis Ende Juli 1900 in Tsingtau. Zeitweise fungierte er als Stellvertreter des Gouverneurs von Kiautschou und beteiligte sich an der Niederschlagung des Boxeraufstandes. Er stieg zum Oberstleutnant auf und war nach seiner Rückkehr nach Deutschland bis zum 2. August 1901 stellvertretender Inspekteur der Marineinfanterie. Anschließend wurde er zunächst als aggregiert in das I. Ersatz-See-Bataillon versetzt und am 12. Oktober 1901 dem I. See-Bataillon aggregiert.
Am 20. Oktober 1901 schied Dürr aus der Marine aus und wurde als aggregiert beim Infanterie-Regiment „General-Feldmarschall Prinz Friedrich Karl von Preußen“ (8. Brandenburgisches) Nr. 64 der Preußischen Armee angestellt. Mitte Dezember 1901 trat er zum Regimentsstab über, bevor er am 22. März 1902 unter Verleihung des Ranges eines Regimentskommandeurs erneut aus der Armee ausschied und gleichzeitig unter Stellung à la suite des I. See-Bataillons zum Inspekteur der Marineinfanterie ernannt wurde. In dieser Eigenschaft avancierte Dürr am 27. Januar 1903 zum Oberst und befand sich im Mai/Juni 1903 an Bord des Linienschiffes Wettin. Am 20. Januar 1904 beauftragte man Dürr mit der Führung des Marine-Expeditionskorps zur Niederschlagung der Aufstände der Herero in Deutsch-Südwestafrika. Gesundheitsbedingt am 3. Mai 1904 von seiner Stellung enthoben, schied Dürr am 20. Juli 1904 aus der Marine aus und wurde unter Ernennung zum Flügeladjutanten des Großherzogs von Baden wieder in der Preußischen Armee angestellt. Ende März 1907 zum Generalmajor befördert, wurde Dürr am 19. März 1908 zum Generaladjutanten des Großherzogs ernannt und stieg zwei Jahre später zum Generalleutnant auf. Für sein Dienste zeichnete ihn der Großherzog mit dem Kommandeurkreuz I. Klasse des Ordens Berthold des Ersten sowie dem Großkreuz des Ordens vom Zähringer Löwen aus. Kaiser Wilhelm II. verlieh ihm den Roten Adlerorden II. Klasse mit Krone und Stern, den Kronen-Orden I. Klasse und am 22. März 1914 den Charakter als General der Infanterie. Mit dem Ende des Ersten Weltkriegs und der Abdankung des Großherzogs trat er in den Ruhestand.
Dürr war ein Förderer des Adelhausermuseums in Freiburg und ist auf der Ehrentafel der Jahre 1899 und 1900 verzeichnet.